# انسان (سوره)
سوره انسان در مدینه نازل شده و دارای ۳۱ آیه است. محل نزول آن در مکه نیز عنوان شده‌است. درمیان مفسران درباره آیات مکی و مدنی آن اختلافاتی گزارش شده‌است. به نقل از قتاده و مجاهد تمام آیاتش مدنی است و در قول حسن و عکرمه و کلبی این سوره در مدینه نازل شده است مگر یک آیه آن (ولا تطع منهم آثما او کفورا) که مکی است. در قول دیگری از آیه اول تا آیه (انّا نحن نزّلنا علیک القرآن تنزیلا) مدنی و هشت آیه آخر سوره، مکی هستند.

## نام‌ها
برای این سوره نام‌های متعددی است که مشهورترین آن‌ها سوره «انسان» و سوره «دهر» و سوره «هل اتی» است که هرکدام از آن‌ها از یکی از کلمات اوائل سوره گرفته شده‌است. طبرسی در مجمع البیان علاوه بر این نام‌ها، به «ابرار» به عنوان نام دیگر این سوره اشاره کرده‌است.

## محتوای سوره
دراین سوره از پنج موضوع سخن به میان می‌آید:
- آفرینش انسان و خلقت او از نطفه و سپس هدایت و آزادی اراده او
- سخن از پاداش ابرار و نیکان است که‌شان نزول خاصی در مورد اهل بیت دارد
- دلائل استحقاق این پاداش‌ها
- اهمیت قرآن، و طریق اجرای احکام آن
- حاکمیت مشیت الهی (در عین مختار بودن انسان)

### اهل بیت
برخی از مفسرین از جمله علامه طباطبایی بر اساس روایات متعدد معتقدند این سوره در شأن اهل بیت نازل شده‌است.
جلال‌الدین عبدالرحمان سیوطی در کتاب الاتقان فی علوم القرآن نقل می‌کند که آیه و يطعمون الطعام علی حبه… در شأن علی بن ابی طالب و فاطمه دختر رسول‌الله نازل شده‌است.
و همچنین در تفسیر کشاف از ابن‌عباس روایت آمده که حسن و حسین بیمار شدند، و رسول خدا با جمعی از صحابه از ایشان عیادت کرد، مردم به علی گفتند چه خوب است برای بهبودی فرزندانت نذری کنی، علی و فاطمه و فضه کنیز آن دو نذر کردند که اگر کودکان بهبودی یافتند سه روز روزه بگیرند، بچه‌ها بهبودی یافتند، و اثری از آن کسالت باقی نماند. بعد از بهبودی کودکان، علی از شمعون خیبری یهودی سه من آرد قرض کرد، و فاطمه پنج قرص نان به عدد افراد خانواده پخت، و سهم هر کسی را جلوش گذاشت تا افطار کنند، در همین بین سائلی (به در خانه آمده) گفت :سلام بر شما اهل بیت محمد. من مسکینی از مساکین مسلمینم، مرا طعام دهید که خدا شما را از مائده‌های بهشتی طعام دهد، خاندان پیامبر آن سائل را بر خود مقدم شمرده، افطار خود را به او دادند، و آن شب را جز آب چیزی نخوردند، و شکم گرسنه دوباره نیت روزه کردند، هنگام افطار روز دوم طعام را پیش روی خود نهادند تا افطار کنند، یتیمی بر در سرای ایستاد، آن شب هم یتیم را بر خود مقدم و در شب سوم اسیری آمد، و همان عمل را با او کردند.
صبح روز چهارم که شد علی دست حسن و حسین را گرفت، و نزد رسول خدا آمدند، پیامبر اکرم وقتی بچه‌ها را دید که چون جوجه ضعیف از شدت گرسنگی می‌لرزند، فرمود: چقدر بر من دشوار می‌آید که من شما را به چنین حالی ببینم، آنگاه با علی و کودکان به طرف فاطمه رفت و او را در محراب خود یافت، و دید که شکمش از گرسنگی به دنده‌های پشت چسبیده (در نسخه‌ای دیگر آمده که شکمش به پشتش چسبیده)، و چشمهایش گود افتاده از مشاهده این حال ناراحت شد، در همین بین جبرئیل نازل شد، و عرضه داشت: این سوره را بگیر، خدا تو را در داشتن چنین اهل بیتی تهنیت می‌گوید، آنگاه سوره را قرائت کرد.